# شما، من و دوپری
شما، من و دوپری (به انگلیسی: You, Me and Dupree) فیلمی است محصول سال ۲۰۰۶ و به کارگردانی برادران روسو است. در این فیلم بازیگرانی همچون اوون ویلسون ، کیت هادسون، مت دیلون، ست روگن ، آماندا دتمر ، تاد استاشویک ، مایکل داگلاس ، بیل هیدر ، بیلی گاردل، لانس آرمسترانگ ، هری دین استنتون ، پت کراوفورد براون ایفای نقش کرده‌اند.